# Skyfos

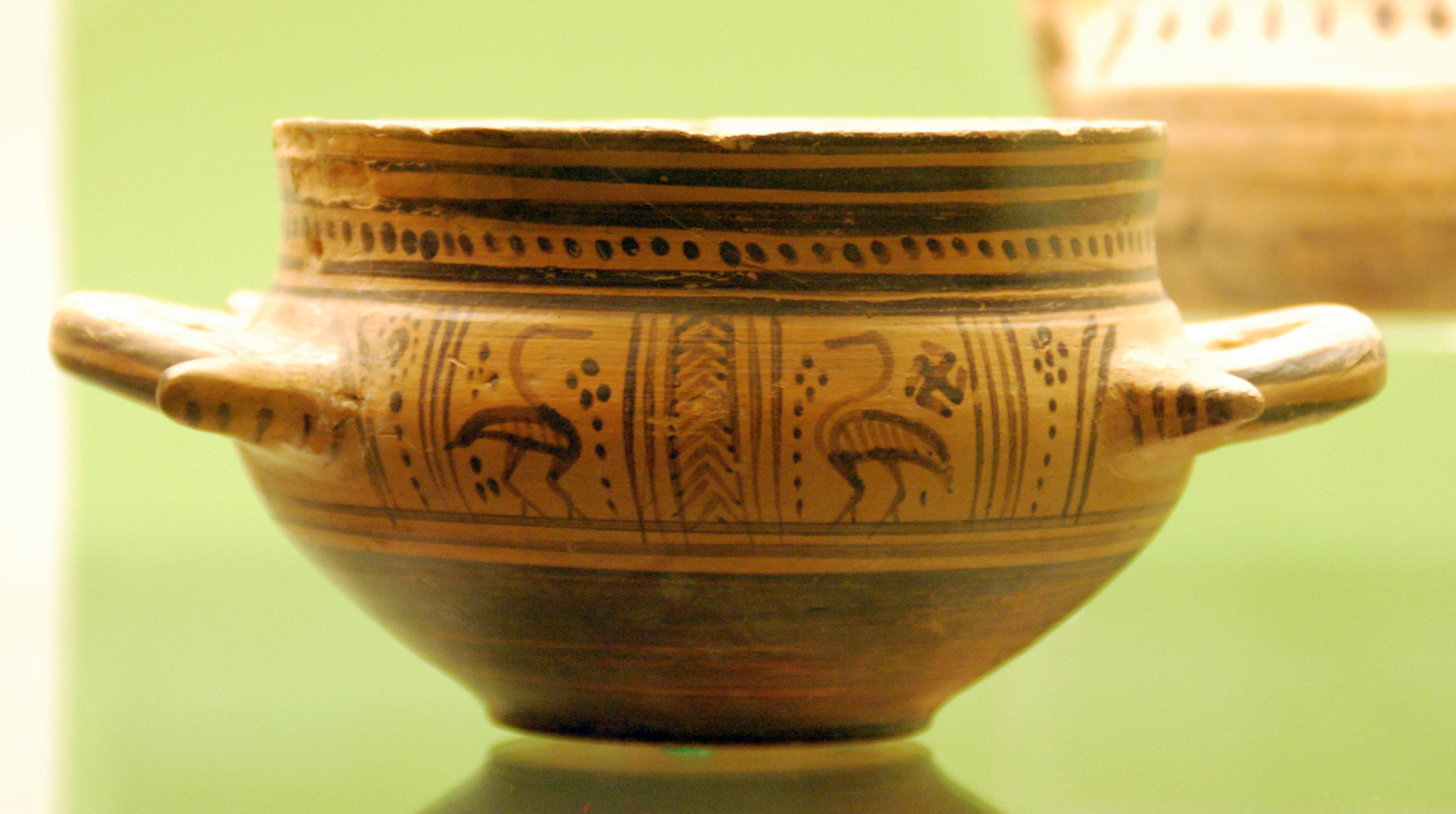
Późnogeometryczny skyfos z VIII w. p.n.e.

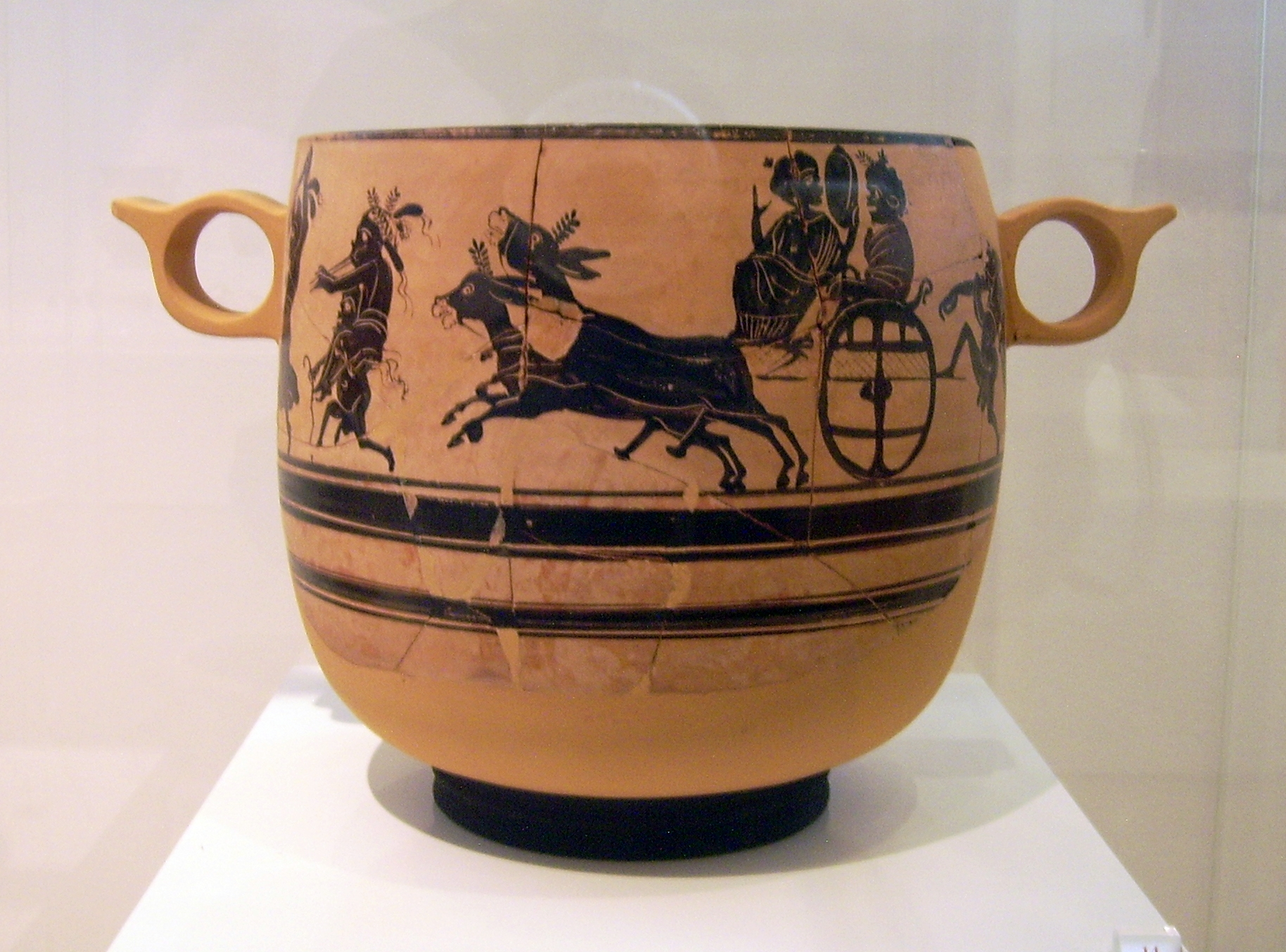
Beocki skyfos „kabirejski” z V/IV w. p.n.e.

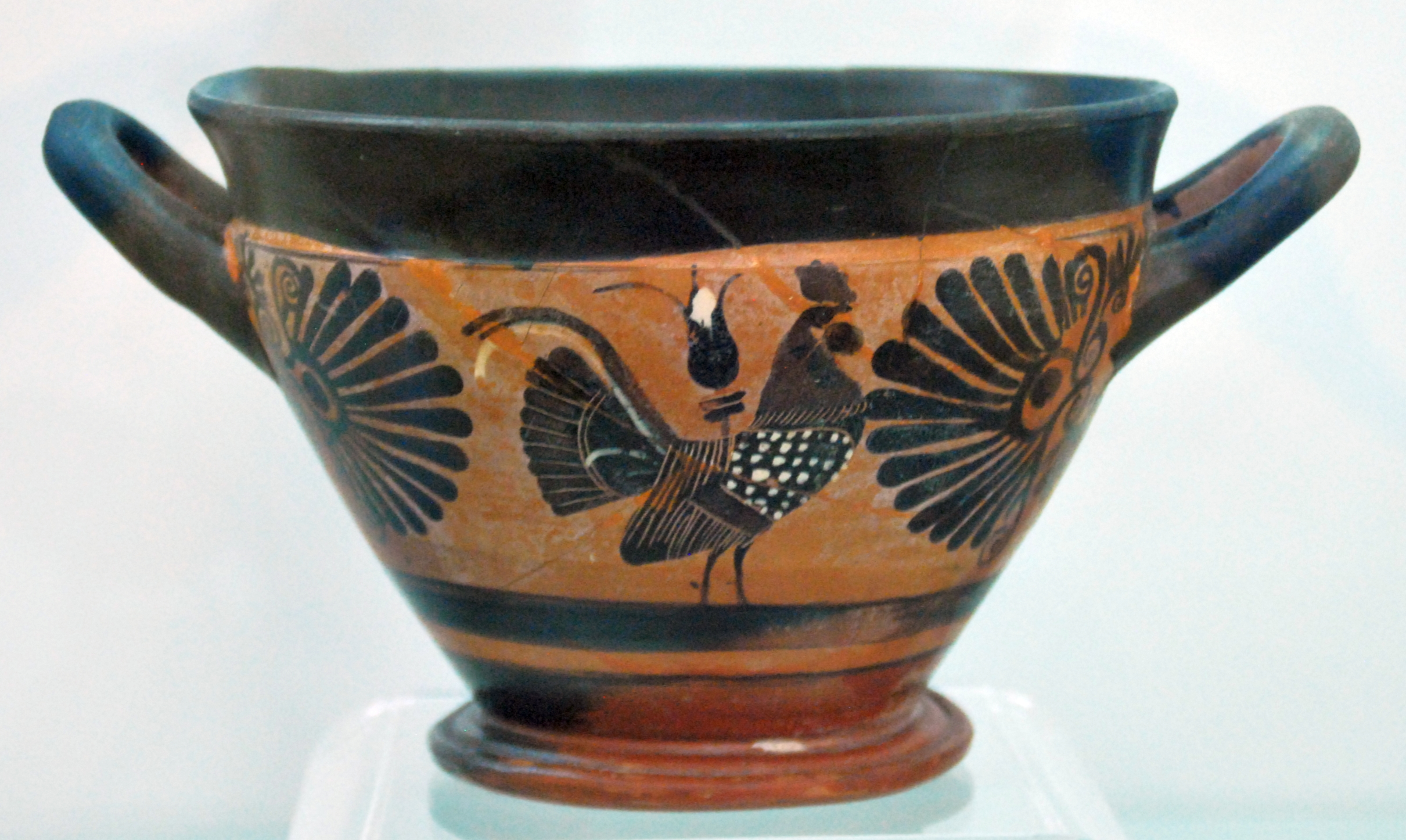
Czarnofigurowy skyfos attycki typu A z końca VI w. p.n.e.

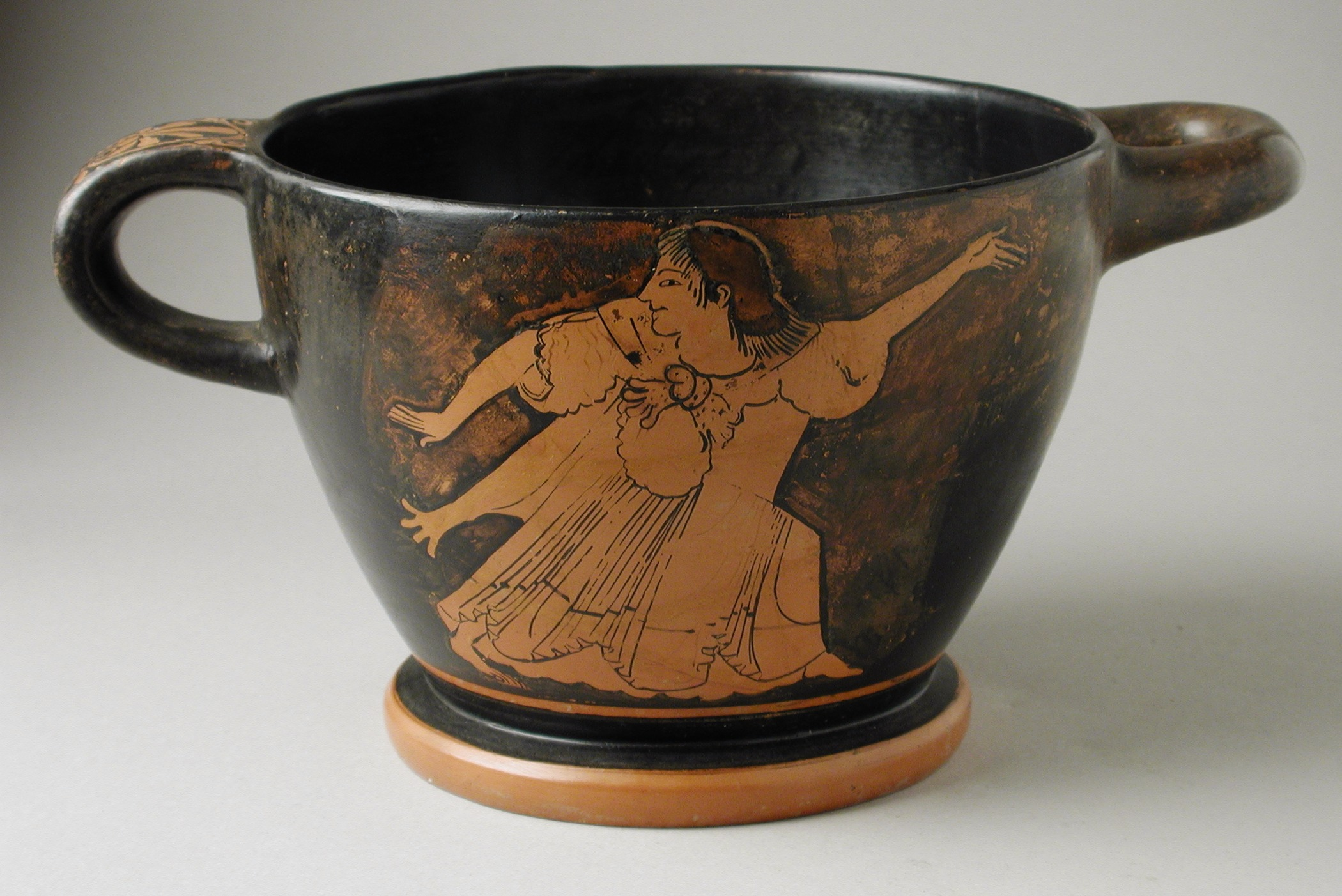
Czerwonofigurowy attycki skyfos typu B z początku V w. p.n.e.

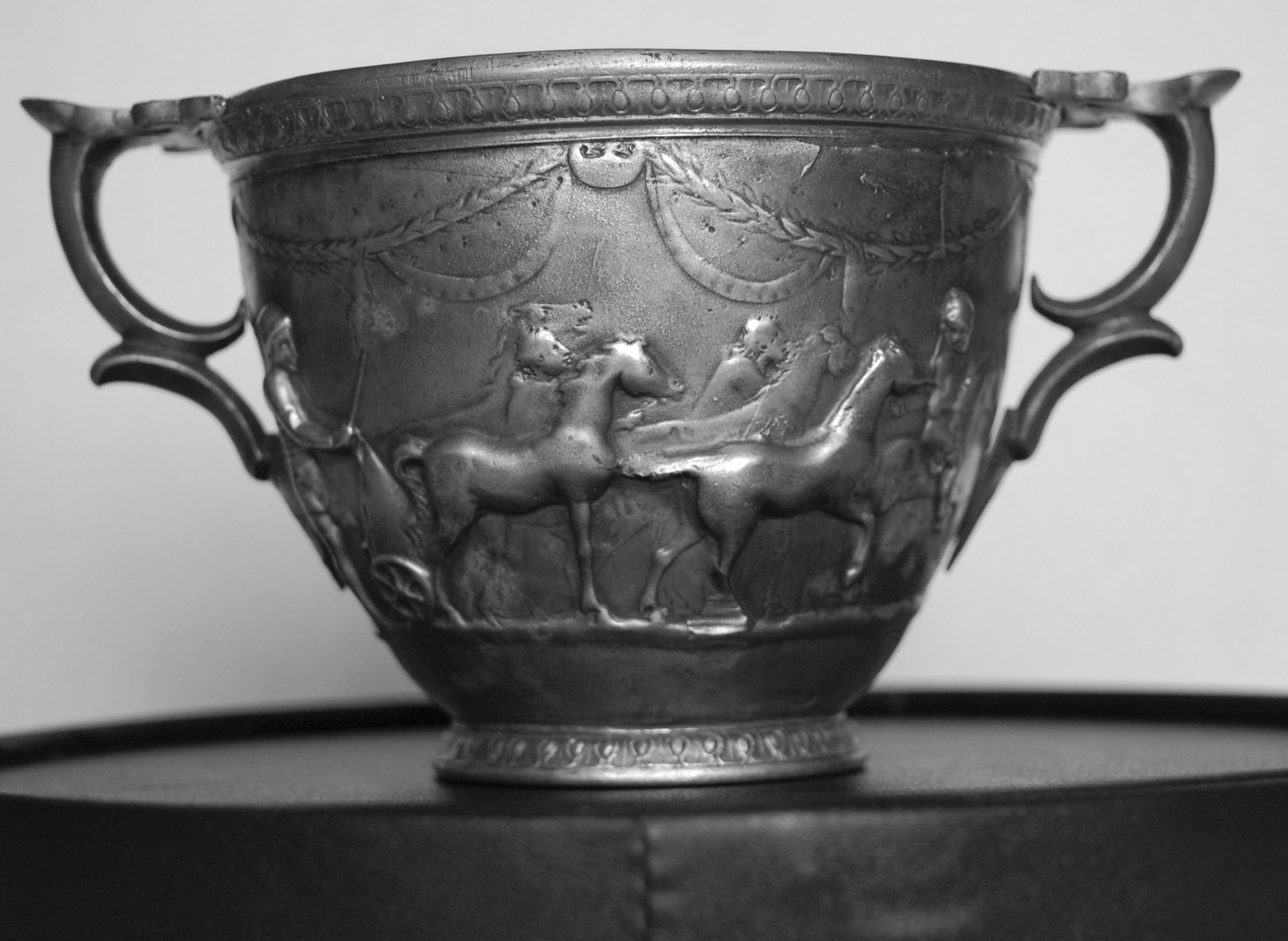
Rzymski srebrny skyfos z I w. n.e.

Skyfos (skifos) (stgr. σκύφος skýphos, lm skyphoi) – w ceramice starogreckiej niewielkie, głębokie naczynie z bocznymi uchwytami, służące do picia. 

## Charakterystyka
Była to wyodrębniona forma niskiego pucharu lub pogłębionej czarki do wina, charakteryzująca się kształtem kubka z niewielką, pierścieniowatą podstawą (stopką) oraz dwoma uchwytami (imadłami) umieszczonymi po bokach, nieco poniżej wylewu. Naczynia te były szczególnie popularne w okresie klasycznym w starożytnej Grecji; używano ich później również w starożytnym Rzymie (łac. scyphus). 
Najstarsze skyfosy występują już w okresie późnohelladzkim (XIII-XII w. p.n.e.), rozwinięcie charakterystycznego kształtu zyskały od IX/VIII w. p.n.e. w ceramice geometrycznej i korynckiej, lecz dopracowaną i zróżnicowaną postać przybrały dopiero w ceramice attyckiej. W niej również powstały tak szczególne odmiany jak skyfos kantarosowy, mastoidalny, bezimadłowy czy antropomorficzny (w formie głowy mężczyzny/satyra). W imperium rzymskim naczynia biesiadne tego rodzaju wyrabiano częściej z metali szlachetnych, jako luksusowe, z wymyślną dekoracją (np. Puchar Warrena). 

## Typologia
W typologii ceramiki antycznej wyróżnia się liczne odmiany tego naczynia, m.in.:
- skyfos geometryczny z VIII wieku p.n.e.: mający postać bezstopkowej, pogłębionej, prostopadłościennej lub nieco uwypuklonej czarki z dwoma poziomymi uchwytami
- skyfos koryncki: mocno przewężony ku dołowi, o małej, słabo zaznaczonej stopce, z niemal poziomymi imadłami umieszczonymi tuż pod wylewem (VIII/VII-VI w. p.n.e.)
- skyfos Hermogenesa: formą pochodny od korynckiego, lecz z nisko osadzonymi, wysoko wzniesionymi imadłami, zdobiony czarnofigurowo z charakterystycznym pasem środkowym wypełnionym drobnymi figurami
- skyfos beocki: czarnofigurowy, typowy dla tzw. Grupy Kabirów[c] – walcowaty, o niemal prostopadłych ściankach, osadzony na masywnej, krążkowej stopce, z pionowymi pierścieniowymi imadłami, z końca V w.– połowy III wieku p.n.e.
- skyfos kyliksowy: czarnofigurowa forma pośrednia – niski, na sporej kolistej stopce, o pełnej czaszy z nieco odchylonym wylewem i masywnymi, lekko wzniesionymi uchwytami
- skyfos attycki typu A: szerszy, o pełniejszej czaszy, dość prostych, lekko rozchylonych ściankach, sporej, odstającej stopce i z poziomymi imadłami poniżej szerokiego wylewu (wyodrębnionego lub nie); typowy dla techniki czerwonofigurowej
- skyfos attycki typu B: bardziej zaoblony, z jednym uchwytem poziomym i jednym pionowym tuż pod wylewem lekko nachylonym do wnętrza; popularny zwłaszcza wariant glaux (γλαῦξ) – „sowi”, tj. z licowym motywem ateńskiej sowy
- skyfos Hierona: podobny typ attycki, lecz na pełnej, odstającej stopce, z mocno uniesionymi poziomymi imadłami i lekko rozchyloną krawędzią wylewu
- attycki bezimadłowy z V/IV wieku p.n.e.
- skyfos typu Saint Valentin: attycki, z V wieku p.n.e., formą zbliżony do korynckiego, lecz o charakterystycznej dekoracji białej w postaci wzorów geometrycznych i roślinnych (liście laurowe)
- skyfos południowoitalski (kampański): w postaci wysokiego kubka o dość prostych ściankach i pełnej, ale słabo wyróżnionej stopce, z masywnymi poziomymi uchwytami poniżej wylewu, czerwonofigurowy z IV wieku p.n.e.
- skyfos Ksenona (apulski): czarnopokostowany z czerwonofigurową dekoracją, z IV wieku p.n.e.
- skyfos w stylu Gnathia: na wysokiej, wyraźnie odciętej i profilowanej stopce, o skręcanych (tordowanych) imadłach pionowych i żłobkowanym brzuścu, czarnopokostowany z dekoracją nanoszoną białą farbą, z połowy IV wieku p.n.e.